# Othmane Bendida
Othmane Bendida est un footballeur international algérien né le 1er mars 1943 à Oran. Il évoluait au poste d'attaquant.

## Biographie
Othmane Bendida reçoit quatre sélections en équipe d'Algérie entre 1964 et 1966. Il joue son premier match en équipe nationale le 9 décembre 1964, contre la Chine (victoire 2-0). Il joue son dernier match le 24 novembre 1966, contre le Maroc (score : 2-2).
Il participe avec la sélection algérienne aux Jeux Africains de 1965.
En club, il évolue pendant 14 saisons avec l'équipe de l'ASM Oran.